# اوپس
اوپس (به فرانسوی: Aups) یک کمون در فرانسه است که در canton of Aups واقع شده‌است. اوپس ۶۴٫۱۵ کیلومتر مربع مساحت دارد ۵۰۵ متر بالاتر از سطح دریا واقع شده‌است.